# 1928.
◄ | 19. stoljeće | 20. stoljeće | 21. stoljeće | ►
◄ | 1890-ih | 1900-ih | 1910-ih | 1920-ih | 1930-ih | 1940-ih | 1950-ih | ►
◄◄ | ◄ | 1925. | 1926. | 1927. | 1928. | 1929. | 1930. | 1931. | ► | ►►
Arhitektura • Astronomija • Biologija • Film • Fotografija • Glazba • Kazalište • Kemija • Kiparstvo • Knjige • Književnost • Kršćanstvo • Meteorologija • Medicina • Planinarstvo • Politika • Pravo • Promet • Slikarstvo • Strip • Šport • Televizija • Znanost • Zrakoplovstvo • Željeznički promet
1928. (Rimski: MCMXXVIII), bila je dvadeset i sedma godina 20. stoljeća.

## Događaji
- 8. svibnja – Na blagdan Srca Isusova objavljena enciklika pape Pija XI. Miserentissimus Redemptor (Premilosrdni Otkupitelj).
- 20. lipnja – Atentat u Narodnoj skupštini.
- 2. rujna – U Zagrebu održan drugi Sabor Saveza Hrvatske pravaške republikanske omladine, s izaslanicima iz 35 ogranaka.

## Rođenja

### Siječanj – ožujak
- 27. siječnja – Vladimir Stipetić, hrvatski ekonomist i akademik († 2017.)
- 31. siječnja – Dušan Džamonja, hrvatski kipar († 2009.)
- 9. veljače – Rinus Michels, nizozemski nogometaš i trener († 2005.)
- 14. veljače – Zvonimir Lepetić, hrvatski glumac († 1991.)
- 25. veljače – Paul Elvstrøm, danski jedriličar († 2016.)
- 1. ožujka – Jacques Rivette, francuski filmski redatelj († 2016.)
- 4. ožujka – Vladimir Gerić, hrvatski redatelj, dramaturg i prevoditelj († 2024.)
- 6. ožujka – Gabriel García Márquez, kolumbijski književnik i nobelovac († 2014.)
- 15. ožujka – Marcel Nguyễn Tân Văn, vijetnamski redemptorist († 1959.)
- 19. ožujka – Hans Küng, švicarski katolički svećenik i teolog († 2021.)
- 21. ožujka – Zvonimir Berković, hrvatski filmski scenarist i redatelj († 2009.)
- 22. ožujka – Veljko Bulajić, hrvatski redatelj i scenarist († 2024.)
- 25. ožujka – Jadranko Crnić, hrvatski pravnik († 2008.)
- 28. ožujka – Zbigniew Brzezinski, poljsko-američki političar († 2017.)
- 30. ožujka – Robert Badinter, francuski pravnik, sveučilišni profesor i političar († 2024.)

### Travanj – lipanj
- 23. travnja – Shirley Temple, američka glumica († 2014.)
- 1. svibnja – Hermina Pipinić, hrvatska glumica († 2020.)
- 9. svibnja – Rikard Žic,  hrvatski slikar († 2000.)
- 16. svibnja – Zlata Tkač, moldavska skladateljica († 2006.)
- 21. svibnja – Vera Ilić-Đukić, srpska glumica i komičarka († 1968.)
- 23. svibnja – Rosemary Clooney, američka glumica i pjevačica († 2002.)
- 29. svibnja – Ljiljana Gener, hrvatska glumica († 2011.)
- 13. lipnja – John Forbes Nash, američki matematičar († 2015.)
- 14. lipnja – Che Guevara, argentinsko-kubanski revolucionar († 1967.)
- 16. lipnja – Hrvoje Šošić, hrv. ekonomist i političar (†  2012.)
- 19. lipnja – Nancy Marchand, američka glumica († 2000.)
- 28. lipnja – Hans Blix, švedski političar

### Srpanj – rujan
- 14. srpnja – Anna Kolesárová, slovačka blaženica († 1944.)
- 18. srpnja – Ivan Supičić, hrvatski akademik
- 26. srpnja – Stanley Kubrick, američki filmski redatelj († 1999.)
- 6. kolovoza – Andy Warhol, američki slikar, dizajner i filmski stvaratelj († 1987.)
- 9. kolovoza – Bob Cousy, američki košarkaš i trener
- 16. kolovoza – Ante Vulić, hrvatski nogometni vratar († 1993.)
- 19. kolovoza – Zdenka Heršak, hrvatska kazališna, televizijska i filmska glumica († 2020.)
- 21. kolovoza – Anto Antonije Ćosić, hrvatski književnik († 1998.)
- 22. kolovoza – Karlheinz Stockhausen, njemački skladatelj († 2007.)
- 25. kolovoza – Herbert Kroemer, američki fizičar († 2024.)
- 28. kolovoza – Magda Matošić, hrvatska glumica († 2021.)
- 31. kolovoza – James Coburn, američki glumac († 2002.)
- 6. rujna – Sid Watkins, britanski neurokirurg († 2012.)
- 14. rujna – Zvonimir Šeparović, hrvatski pravnik i političar († 2022.)
- 15. rujna – Sanda Fideršeg, hrvatska glumica († 2007.)
- 19. rujna – Josip Pupačić, hrvatski književnik († 1971.)
- 28. rujna – Ivan Tomislav Međugorac, fratar, znanstvenik, pisac († 2012.)

### Listopad – prosinac
- 25. listopada – Teresa Gutiérrez, kolumbijska glumica († 2010.)
- 27. listopada – Milka Babović,  hrvatska sportska novinarka, televizijska komentatorica i atletičarka († 2020.)
- 6. studenoga – Marko Majstorović, hrvatski katolički svećenik, monsinjor († 2004.)
- 6. studenoga – Ivan Đalma Marković, hrvatski nogometni trener i igrač († 2006.)
- 9. studenoga – Stjepan Radić, hrvatski pijanist i političar († 2010.)
- 9. studenoga – Nevenka Šain, hrvatska glumica († 2011.)
- 10. studenoga – Ennio Morricone, talijanski skladetelj († 2020.)
- 11. studenoga – Carlos Fuentes, meksički književnik († 2012.)
- 1. prosinca – Milko Šparemblek, hrvatski baletni umjetnik († 2025.)
- 7. prosinca – Noam Chomsky, američki filozof, jezikoslovac, psiholog i pisac
- 15. prosinca – Friedensreich Hundertwasser, austrijski slikar († 2000.)

## Smrti

### Siječanj – ožujak
- 30. siječnja – Karl Bleibtreu, njemački književnik (* 1859.)
- 30. siječnja – Johannes Andreas Grib Fibiger, danski liječnik, nobelovac (* 1867.)
- 4. veljače – Hendrik Antoon Lorentz, nizozemski fizičar (* 1853.)
- 10. veljače – José Sánchez del Río, meksički svetac (* 1913.)
- 6. ožujka – Julije Domac, hrvatski farmaceut i kemičar (* 1853.)

### Travanj – lipanj
- 10. svibnja – Ivan Merz, hrvatski blaženik (* 1896.)
- 19. svibnja – Max Scheler, njemački filozof (* 1874.)
- 18. lipnja – Roald Amundsen, norveški istraživač polarnih predjela (* 1872.)
- 20. lipnja – Đuro Basariček, hrvatski političar (* 1884.)

### Srpanj – rujan
- 8. kolovoza – Stjepan Radić, hrvatski političar (* 1871.)
- 13. rujna – Italo Svevo, talijanski pisac (* 1861.)

## Nobelova nagrada za 1928. godinu
- Fizika: Owen Willans Richardson
- Kemija: Adolf Otto Reinhold Windaus
- Fiziologija i medicina: Charles Nicolle
- Književnost: Sigrid Undset
- Mir: nije dodijeljena

## Vanjske poveznice
|  | Zajednički poslužitelj ima još gradiva o temi 1929. |